# Premini
premini（プレミニ）は、ソニー・エリクソン・モバイルコミュニケーションズ（現：ソニーモバイルコミュニケーションズ）が開発した、NTTドコモの第二世代携帯電話 （mova） のシリーズ名称である。全4機種発売された。

## 概要

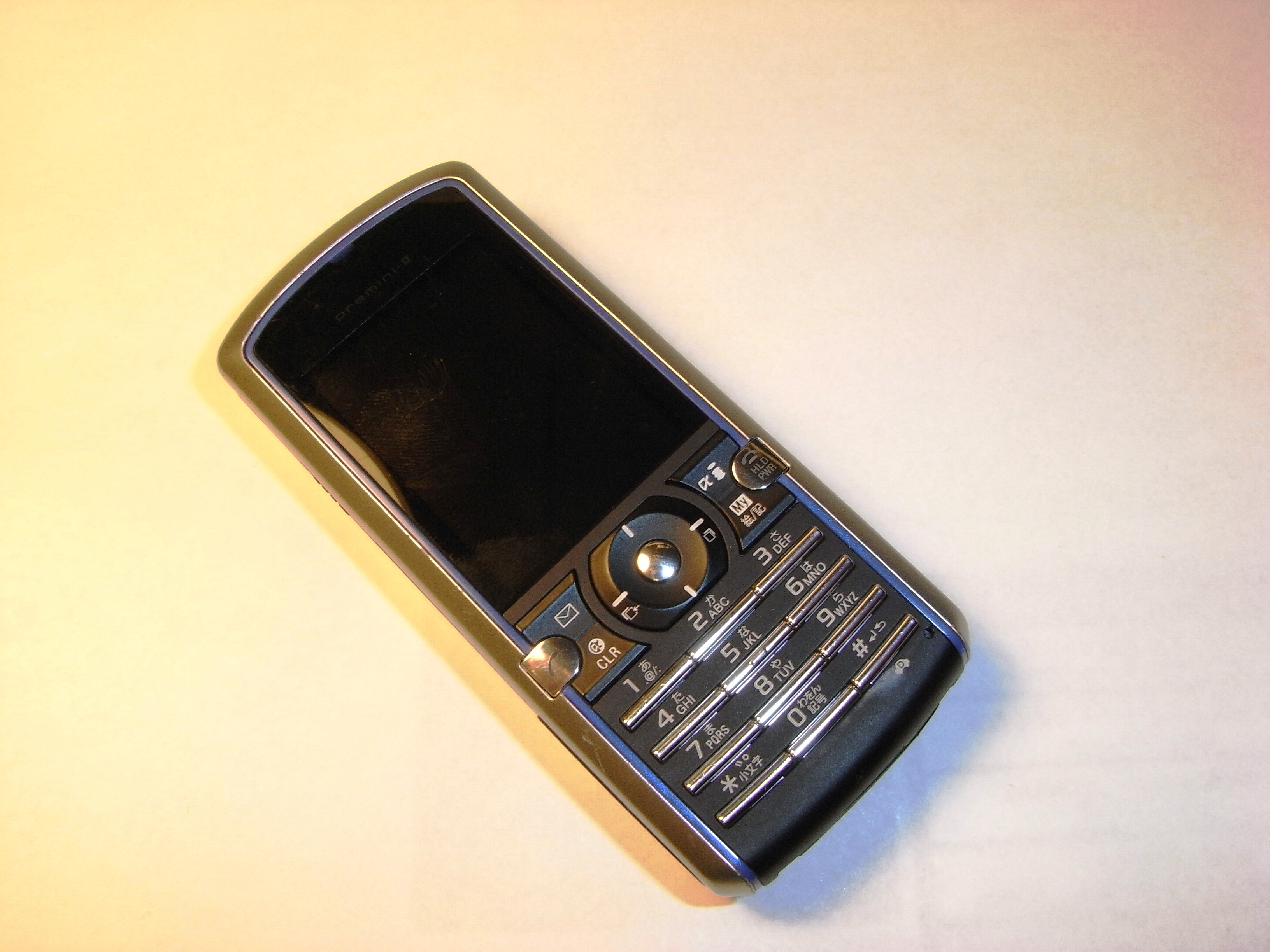
premini-II（SO506i）

iモード端末としてはきわめてコンパクトな携帯電話を目指し、当時既に主流であった折りたたみ型携帯電話より小型・軽量化されたストレート型端末として設計された。小型軽量化のために機能もシンプル化されており、初代・2代目ではカメラやiアプリの機能さえも省かれていた（このため、初代・2代目の正式な型番もカメラなしPDCである「21xシリーズ」が与えられた）。また、3代目・4代目はカメラ・アプリ搭載機種の中では最小クラスになった（このため、3代目・4代目の正式な型番は「50xシリーズ」が与えられた）。
また、この機種以降のmova端末（213i、506i）は、DoPa非対応となっている。
この「シンプル・小型・ストレート」というコンセプトは後にFOMA端末であるSO902iにもつながることになるが、SO902iはpreminiシリーズとは異なる端末として販売されている。
なお、preminiの名称は、"premier" と "mini" という単語を組み合わせた造語である。

## シリーズ
- 2004年7月1日発売 - premini（SO213i）
- 2004年11月26日発売 - premini-S（SO213iS）
- 2005年2月10日発売 - premini-II（SO506i）
- 2005年5月27日発売 - premini-IIS (SO506iS)